# Kävlinge församling
Kävlinge församling är en församling i Frosta-Rönnebergs kontrakt i Lunds stift. Församlingen ligger i Kävlinge kommun i Skåne län och utgör ett eget pastorat.

## Administrativ historik
Församlingen har medeltida ursprung.
Församlingen var till och med 1961 i pastorat med Högs församling, före 23 maj 1924 som annexförsamling, därefter som moderförsamling. Från 1962 till och med 1994 utgjorde församlingen ett eget pastorat. Från 1995 till och med 2005 var församlingen moderförsamling i pastoratet Kävlinge, Stora Harrie, Lilla Harrie, Södervidinge och Virke. 2006 införlivades församlingarna Stora Harrie, Lilla Harrie, Södervidinge och Virke och Kävlinge församling utgör sedan dess ett pastorat.

## Kyrkor

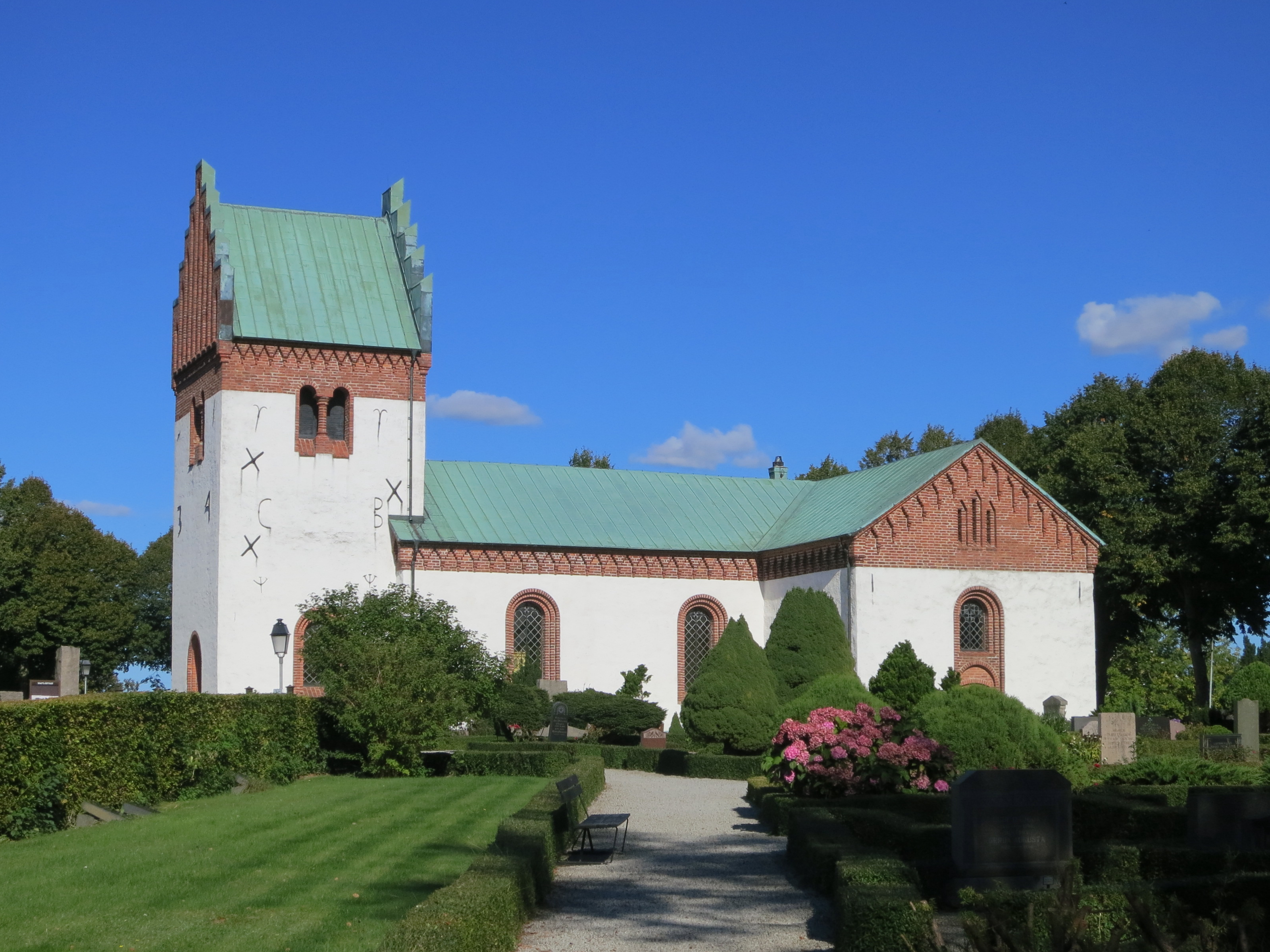
Stora Harrie kyrka
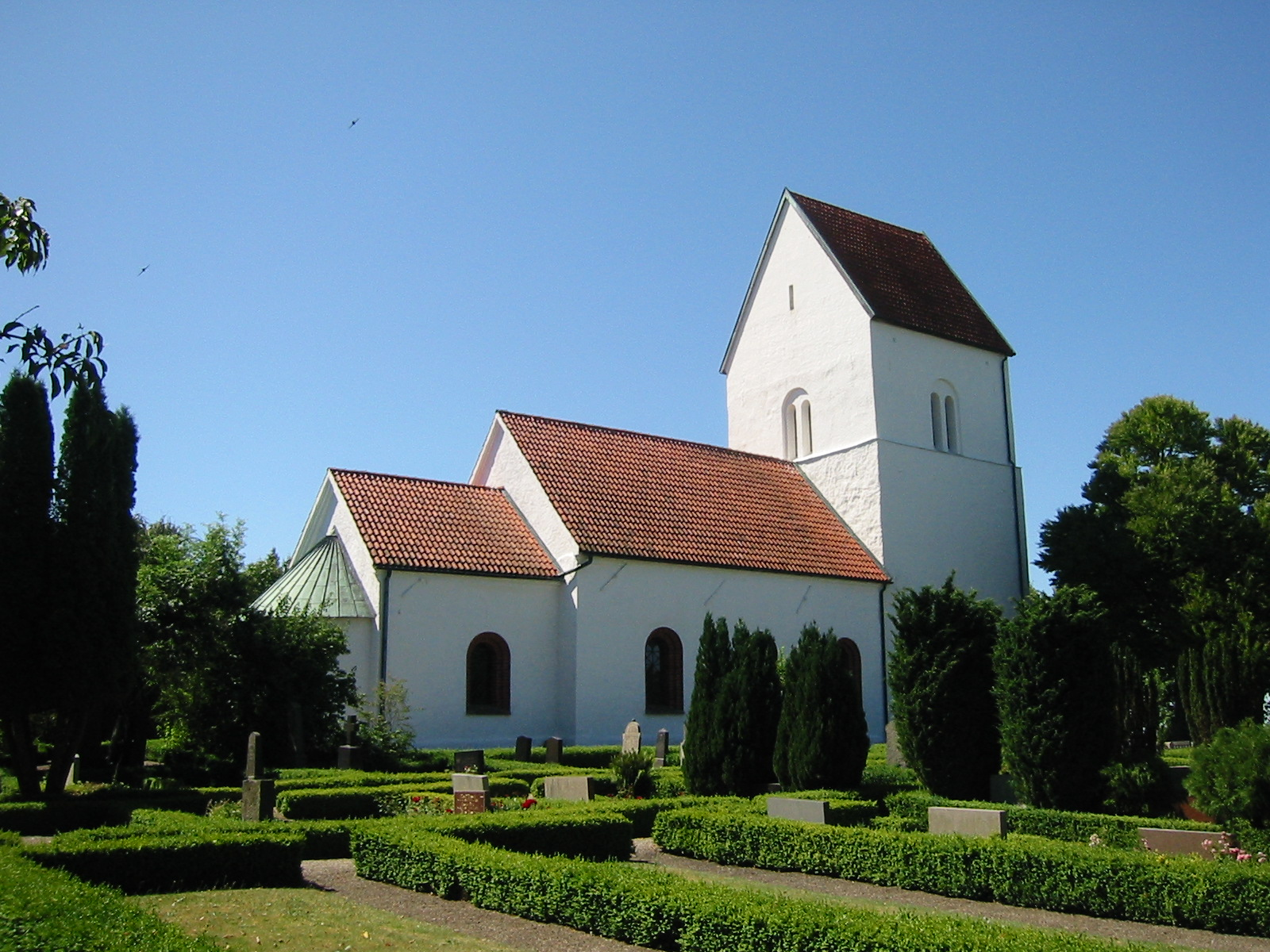
Lilla Harrie kyrka
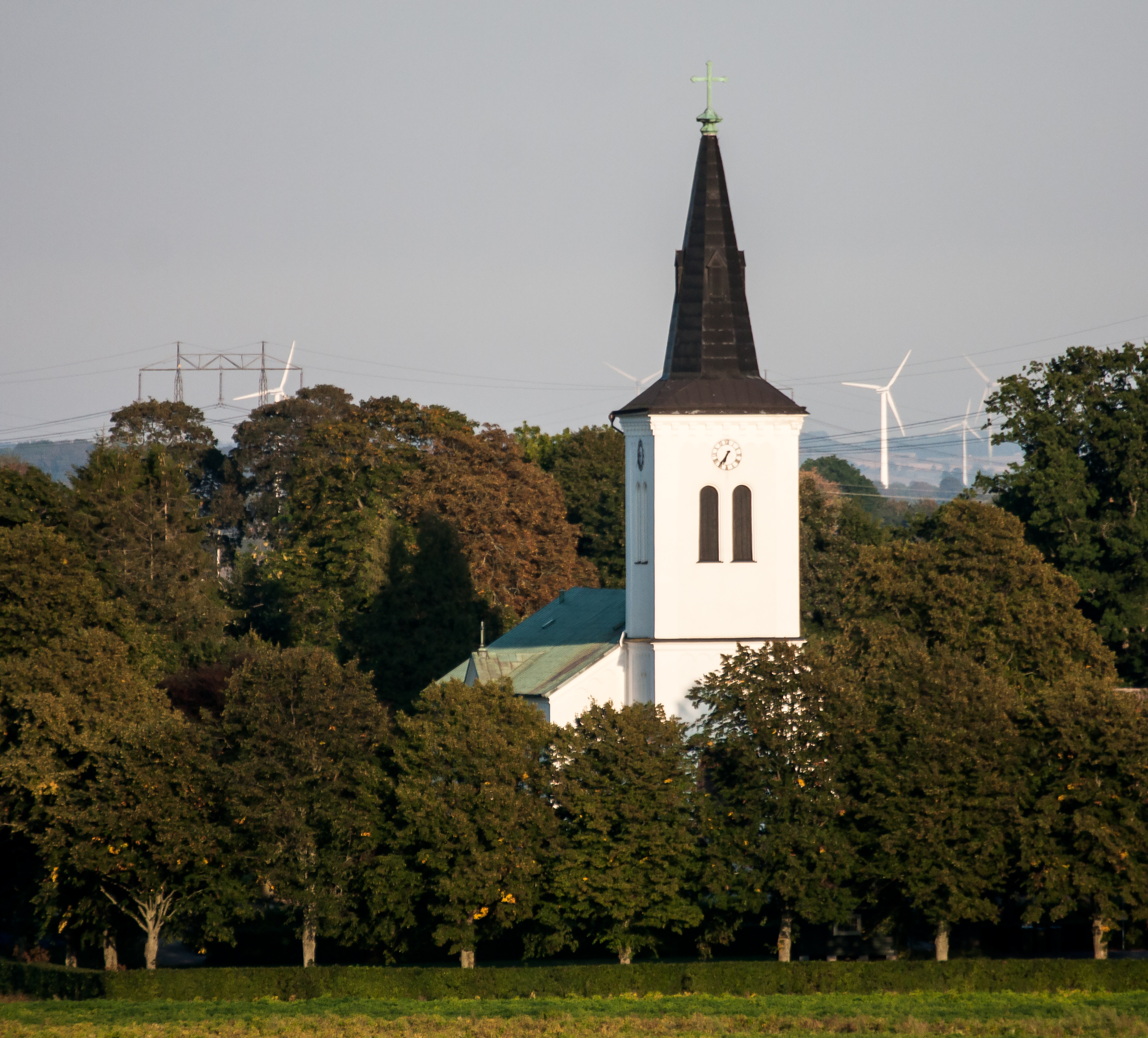
Södervidinge kyrka
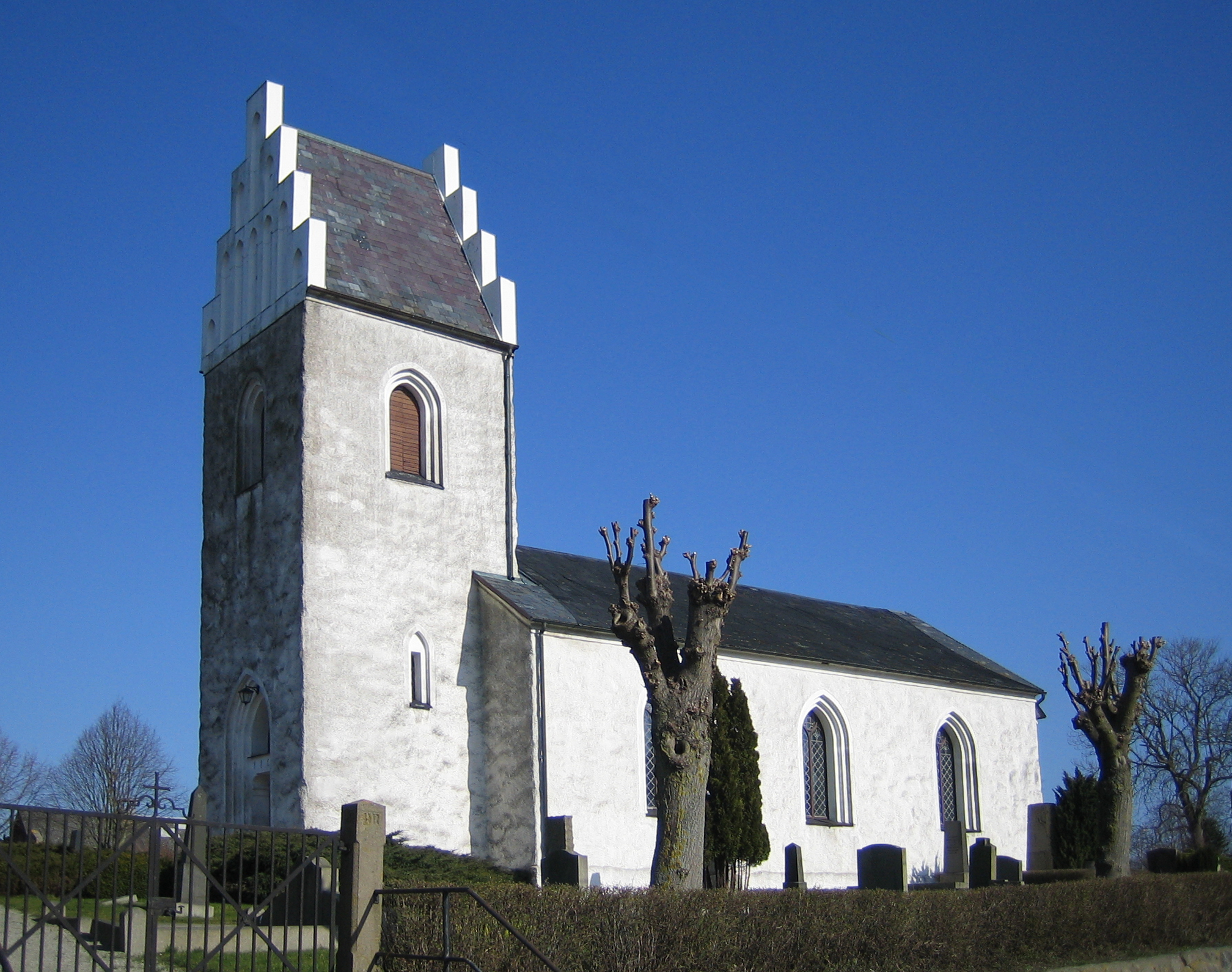
Virke kyrka
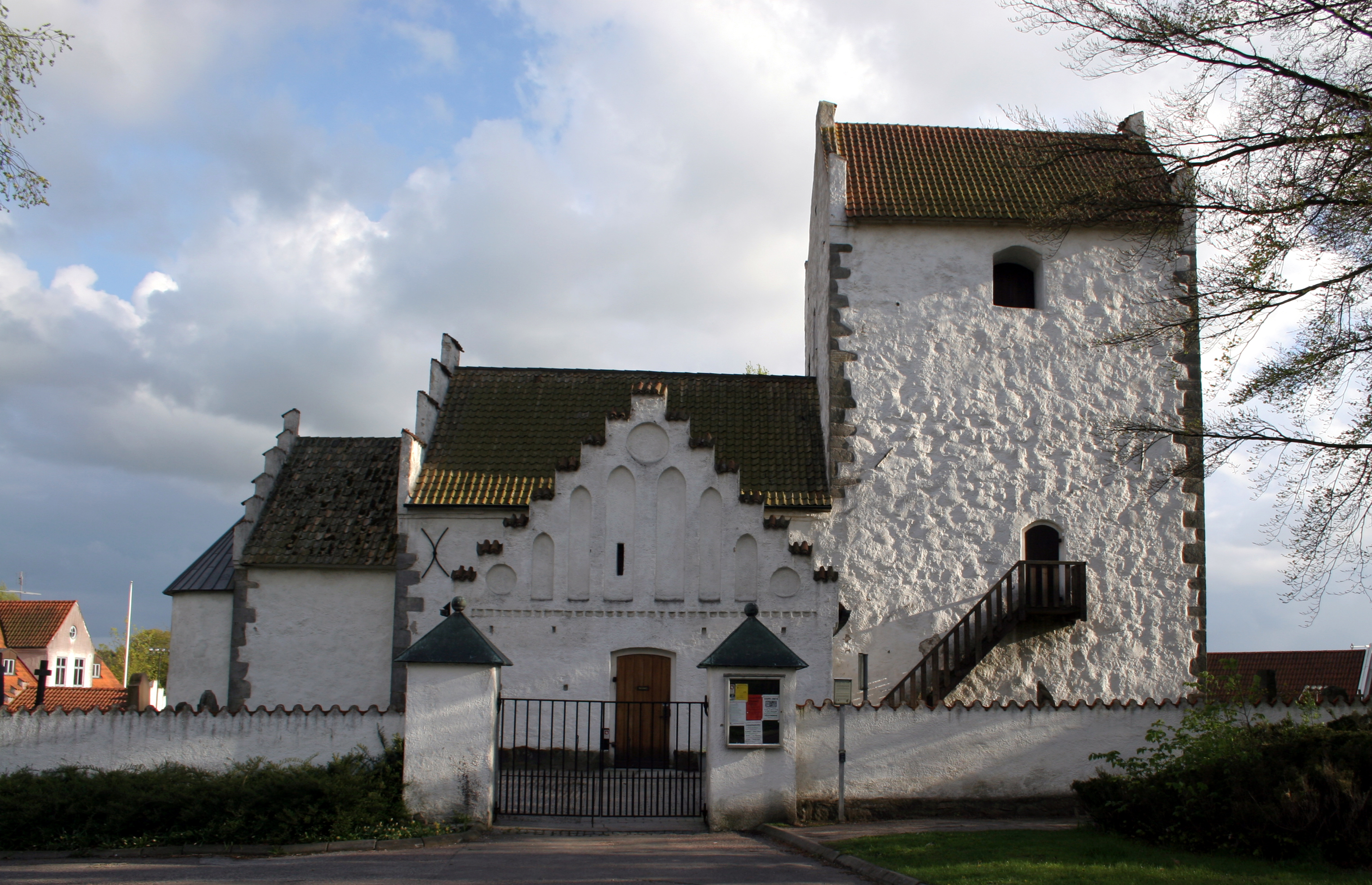
Gamla kyrkan i Kävlinge
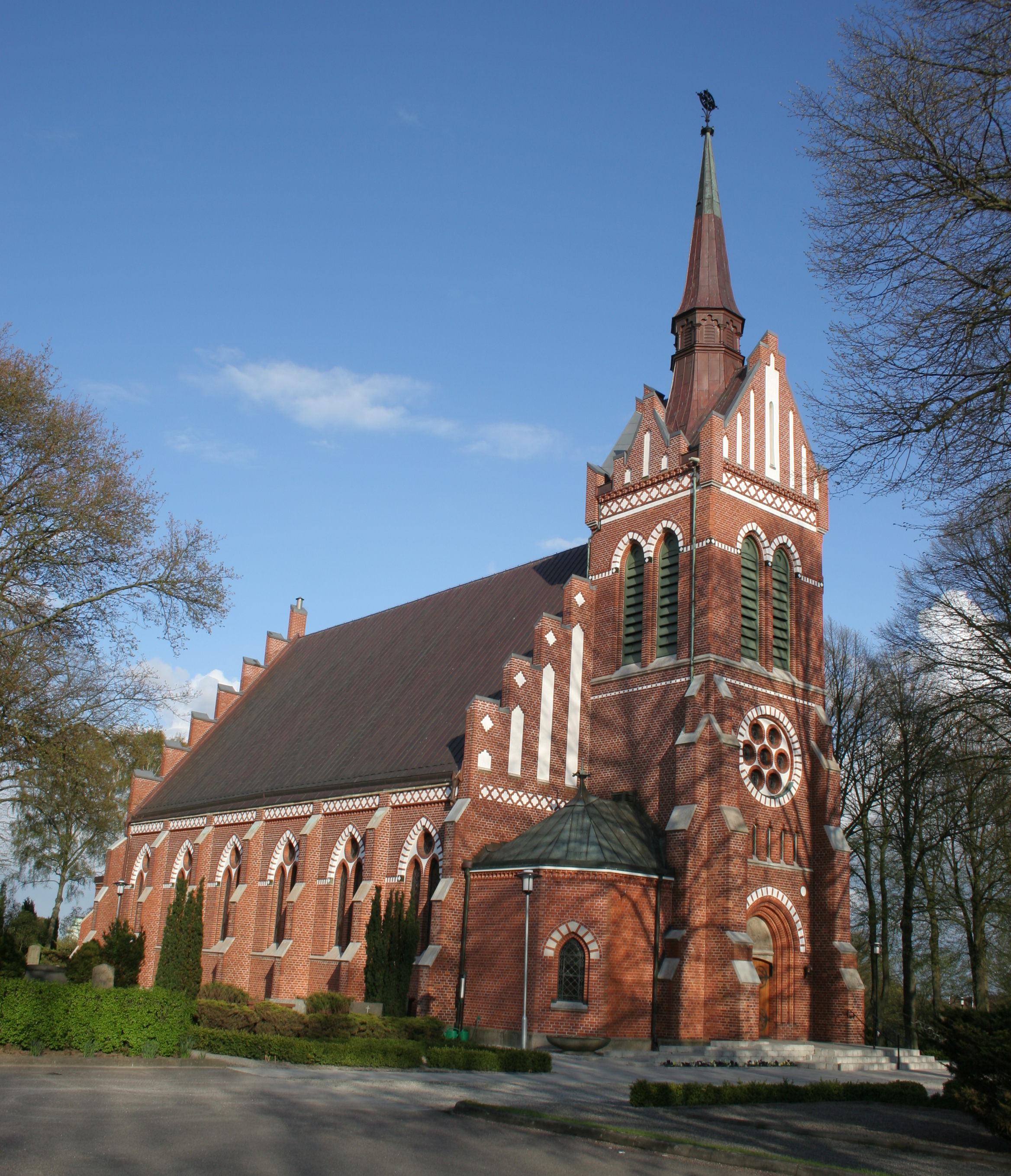
Korsbackakyrkan